# جیانی بررا
جووانی لوئیجی «جیانی» بررا (به ایتالیایی: Gianni Brera)؛ (۸ سپتامبر ۱۹۱۹ – ۱۹ دسامبر ۱۹۹۲) روزنامه‌نگار ورزشی و رمان‌نویس ایتالیایی بود. این توصیفی از خودش است: «نام اصلی من جووانی لوئیجی بررا است. من در ۸ سپتامبر ۱۹۱۹ در سان تزنونه ال پو در استان پاویا به دنیا آمدم و مانند یک مرد وحشی در میان جنگل‌ها، سواحل رودخانه‌ها و آب‌های ساکن بزرگ شدم. [. . . ] من پادانی هستم از کرانه‌ها و دشت‌های سیلابی، بوته‌ها و شنزارها، به زودی متوجه شدم که پسر قانونی پو هستم.»

## زندگی‌نامه
بررا در سان تزنونه ال پو، در نزدیکی پاویا به دنیا آمد. او پسر کارلو، یک خیاط، و ماریتا گیسونی بود.
او مدرک خود را در رشته علوم سیاسی در دانشگاه پاویا در سال ۱۹۴۳ در زمانی که در مرخصی از ارتش به عنوان ستوان لشکر پیاده‌نظام چترباز "فولگور" بود، به دست آورد. در اواخر بهار ۱۹۴۴ به جنبش مقاومت ایتالیا پیوست و در دره اوسولا جنگید.
او در سال ۱۹۴۳، با یک معلم، رینا گرامگنا  (۱۹۲۰-۲۰۰۰) ازدواج کرد و صاحب چهار پسر شد: فرانکو (۱۹۴۴-۱۹۴۴)، کارلو (نقاش، ۱۹۴۶-۱۹۹۴)، پائولو (اقتصاددان، روزنامه‌نگار، مترجم چند زبانه، و رمان‌نویس، ۱۹۴۹-۲۰۱۹)، فرانکو (نوازنده، ۱۹۵۱).
او در سال ۱۹۴۵ بعد از مرخص شدن از ارتش، شروع به کار برای لاگاتزتا دلو اسپورت (اولین روزنامه ورزشی ایتالیا) کرد و در نهایت در سال ۱۹۴۹ جوانترین سردبیر یک روزنامه ملی در ایتالیا شد.
بررا برای لاگاتزتا دلو اسپورت، گورین اسپورتیو، ایل جورنو، ایل جورناله، لا رپوبلیکا و چندین روزنامه دیگر مقالاتی نوشت. مقالات او به چندین زبان اروپایی ترجمه شد. او اغلب خود را "جیوآنبرافوکارلو" می‌نامید (اشاره به سیستم قدیمی ایتالیا که نام پدر را در نام کامل یک شهروند گنجانده بود).
او همچنین تعدادی کتاب (کتاب راهنما، مقاله و آثار داستانی)، یک نمایشنامه تئاتر و چند نمایشنامه رادیویی نوشت.
بررا در سال ۱۹۹۲ در یک تصادف رانندگی در بین راه کودونیو و کاسالپوسترلنگو بر اثر جراحات وارده درگذشت.

## میراث
بررا یکی از تاثیرگذارترین روزنامه‌نگاران ورزشی ایتالیایی قرن بیستم به حساب می‌آمد. در سال ۲۰۰۳، استادیوم آرنا سیویکا (Arena Civica) که در میلان توسط ناپلئون اول فرانسه در اوایل قرن ۱۹ ساخته شد، به "جیانی بررا آرنا" تغییر نام داد.
در ماه مه ۲۰۱۹، نمادی از بررا به تالار مشاهیر فوتبال ایتالیا در قسمت ۲۰۱۸، تحت عنوان جوایز ویژه روبنایی شد.